# Julian Gamble
Julian Gamble, né le 15 septembre 1989, à Durham, en Caroline du Nord, est un joueur américain de basket-ball. Il évolue au poste de pivot.

## Clubs successifs
- 2013-2014 :  Saint-Vallier Basket Drôme (Pro B)
- 2014-2016 :  Basic-Fit Brussels Basketball (Scooore League)
- 2016-2018 :  Telekom Baskets Bonn (Bundesliga)
- 2018 :  ASVEL Lyon-Villeurbanne (Jeep Élite) playoffs
- 2018-2019 :  Nanterre 92 (Jeep Élite)
- 2019 :  Hunan Jinjian Rice (NBL)
- 2019-2021 :  Virtus Bologne (LegA)
- 2021 :  Lenovo Tenerife (Liga Endesa)
- 2021-2022 :  San Pablo Burgos (Liga Endesa)
- 2022-2023 :  Bnei Herzliya (Ligat Winner)
- 2023 :  Beirut Sports Club

## Palmarès et distinctions
- Champion d'Italie en 2021
- Médaille d'or à la coupe arabe des clubs champions 2023 (Qatar)

### Distinctions personnelles
- 4 fois joueur de la semaine en championnat de Belgique[1],[2].